# فيليب جولي
فيليب جولي هو ممثل وكاتب سيناريو ورجل أعمال فرنسي سابق من أصل روسي ولد في 2 يناير 1976 في موسكو، روسيا أشتهر فيليب بدوره في فيلم باوند اوف فلاش مع الممثل جان كلود فان دام  وفيلم دراجون بليد مع الممثل جاكي تشان ، يتحدث فيليب عدة لغات وهي الروسية، الفرنسية، الأيطالية، الإنجليزية.

## نبذة عن حياته قبل التمثيل
كان فيليب رجل أعمال وخبيرًا في التسويق الرقمي قبل أن يصبح ممثل، أسس فيليب عددًا من شركات التكنولوجيا في أيرلندا وإيطاليا وهونغ كونغ.

## روابط خارجية
فيليب جولي على موقع IMDb (الإنجليزية)
- فيليب جولي على موقع أول موفي (الإنجليزية)
- فيليب جولي على موقع قاعدة بيانات الفيلم (الإنجليزية)
- فيليب جولي على موقع كينوبويسك (الروسية)